# Lemma von Zabreiko
Das Lemma von Zabreiko, benannt nach Petr Petrovich Zabreiko (russisch Петр Петрович Забрейко), ist eine Aussage aus dem mathematischen Teilgebiet der Funktionalanalysis. Es stammt aus dem Jahre 1969 und ist eine Stetigkeitsaussage über gewisse subadditive Funktionale auf Banachräumen.

## Formulierung des Lemmas
Es seien {\displaystyle X} ein Banachraum und {\displaystyle p:X\rightarrow [0,\infty )} ein Funktional mit folgenden Eigenschaften:
- {\displaystyle \lim _{t\searrow 0}p(tx)=0}   für alle   {\displaystyle x\in X},
- {\displaystyle p\left(\sum _{n=0}^{\infty }x_{n}\right)\leq \sum _{n=0}^{\infty }p(x_{n})}   für jede konvergente Reihe  {\displaystyle \sum _{n=0}^{\infty }x_{n}} in {\displaystyle X}.

Dann ist {\displaystyle p} stetig.

## Bemerkungen
Aus der ersten Eigenschaft folgt insbesondere {\displaystyle p(0)=0} und dann aus der zweiten die Subadditivität
{\displaystyle p(x+y)\leq p(x)+p(y)} für alle {\displaystyle x,y\in X},
indem man die Reihe {\displaystyle \sum _{n=0}^{\infty }x_{n}} mit {\displaystyle x_{0}=x}, {\displaystyle x_{1}=y} und {\displaystyle x_{n}=0} für alle {\displaystyle n>1} betrachtet. 
Der Beweis benutzt die Vollständigkeit des Banachraums in Gestalt des Satzes von Baire. Für nicht-vollständige normierte Räume kann das Lemma von Zabreiko nicht bewiesen werden.
Die Bedeutung des Lemmas ergibt sich daraus, dass die sogenannten drei Prinzipien der Funktionalanalysis, das sind der Satz von der gleichmäßigen Beschränktheit, der Satz von der offenen Abbildung und der Satz vom abgeschlossenen Graphen, die klassisch alle auf dem Satz von Baire beruhen, leicht auf das Lemma von Zabreiko zurückgeführt werden können, ohne den Satz von Baire erneut ins Spiel bringen zu müssen. Dieser Aufbau der Funktionalanalysis ist in den angegebenen Lehrbüchern von V. I. Istrățescu und R. E. Megginson ausgeführt.

## Anwendung
Wir zeigen hier exemplarisch, wie der Satz vom abgeschlossenen Graphen aus dem Lemma von Zabreiko hergeleitet werden kann:
Es sei {\displaystyle T:X\rightarrow Y} ein linearer Operator zwischen Banachräumen, sein Graph sei abgeschlossen. Wir wollen die Stetigkeit von {\displaystyle T} zeigen: 
Betrachte dazu das Funktional {\displaystyle p:X\rightarrow \mathbb {R} ,\,p(x):=\|Tx\|}. Offenbar genügt es, die Stetigkeit von {\displaystyle p} zu zeigen und das wollen wir mit dem Lemma von Zabreiko tun.
{\displaystyle p} erfüllt offenbar die erste Bedingung aus dem Lemma von Zabreiko. 
Zum Nachweis der zweiten Bedingung sei {\displaystyle \sum _{n=0}^{\infty }x_{n}=x} konvergent in {\displaystyle X}. Es ist
{\displaystyle \left\|T\left(\sum _{n=0}^{\infty }x_{n}\right)\right\|\leq \sum _{n=0}^{\infty }\|T(x_{n})\|}
zu zeigen, was klar ist, wenn die rechte Seite unendlich ist. 
Wenn die rechte Seite endlich ist, liegt absolute Konvergenz vor und wegen der Vollständigkeit von {\displaystyle Y} gibt es ein {\displaystyle y\in Y} mit {\displaystyle y=\sum _{n=0}^{\infty }T(x_{n})}. 
Dann ist
{\displaystyle \sum _{n=0}^{m}x_{n}\,\xrightarrow {m} \,x\quad } und {\displaystyle \quad T\left(\sum _{n=0}^{m}x_{n}\right)=\sum _{n=0}^{m}T(x_{n})\,\xrightarrow {m} \,y},
so dass wegen der vorausgesetzten Abgeschlossenheit des Graphen {\displaystyle (x,y)} im Graphen von {\displaystyle T} liegt, und das bedeutet {\displaystyle Tx=y}. 
Also ist
{\displaystyle p\left(\sum _{n=0}^{\infty }x_{n}\right)=\|T(x)\|=\|y\|=\left\|\sum _{n=0}^{\infty }T(x_{n})\right\|\leq \sum _{n=0}^{\infty }\|T(x_{n})\|=\sum _{n=0}^{\infty }p(x_{n})}.
Damit kann das Lemma von Zabreiko angewendet werden, denn {\displaystyle X} ist ebenfalls Banachraum, und es folgt die Stetigkeit von {\displaystyle p}. 
Das beendet die Herleitung des Satzes vom abgeschlossenen Graphen.